# NGC 7636
NGC 7636 (również PGC 71245) – galaktyka soczewkowata (S0), znajdująca się w gwiazdozbiorze Rzeźbiarza. Odkrył ją John Herschel 28 września 1834.